# دوربین تفنگ

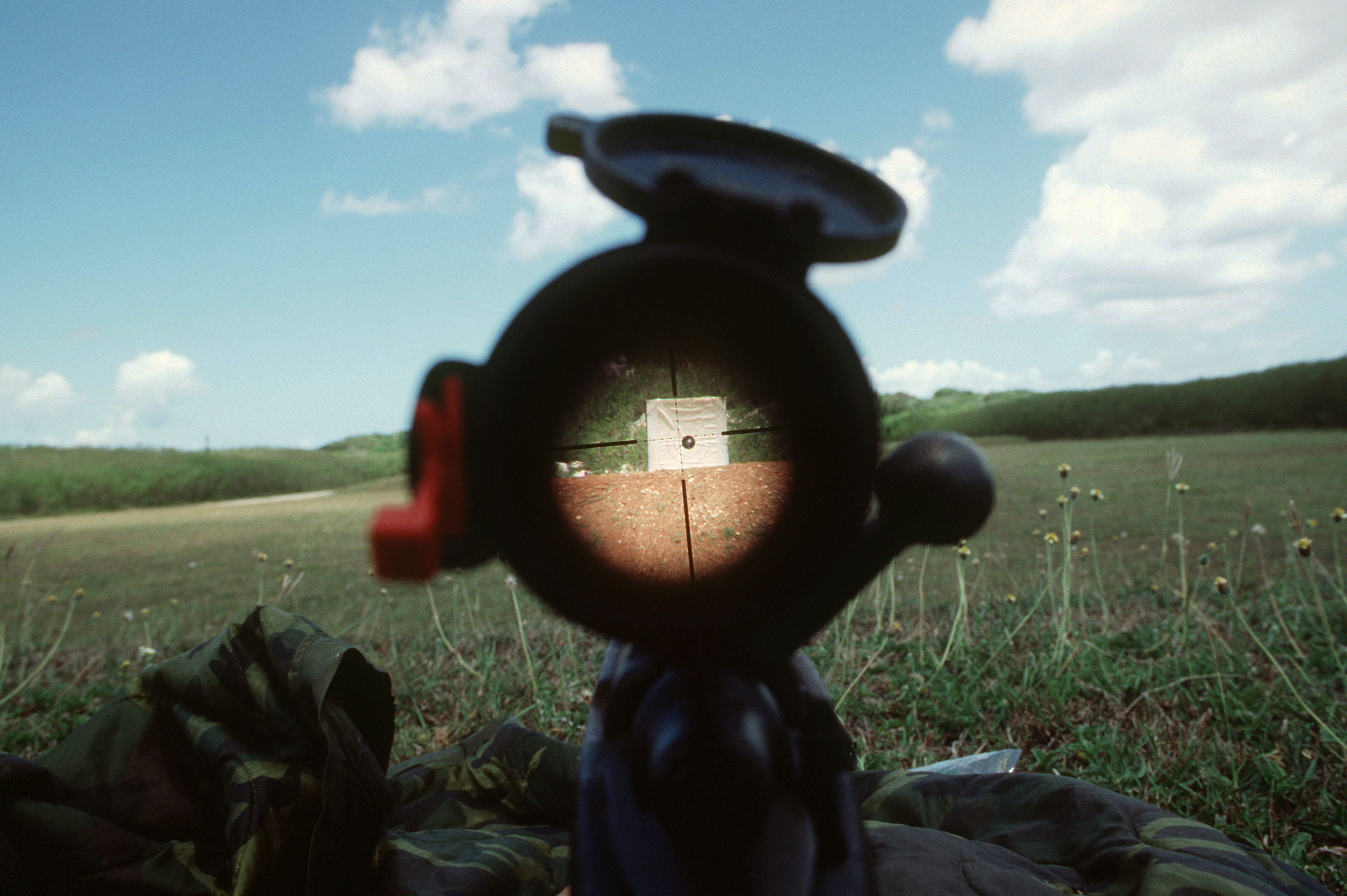
دوربین تفنگ

### تاریخچه استفاده و سیر تکامل دوربین‌هائ سلاح
(برگرفته از کتاب "مقدمه ای بر شناخت،انتخاب و کار با دوربین های سلاح" نوشته مهندس جعفری به تاریخ چاپ 1395) اولین نمونه‌های آزمایشی در راستای تحقق بخشیدن سامانه‌های نشانه‌روی اپتیکی به اوایل قرن 17 میلادی باز می‌گردد. در طی قرون متمادی تلاش‌های زیادی در راستای طراحی این سامانه‌ها انجام گرفت اما روش‌های اولیه و نتایج آن چندان رضایت بخش نبود. شواهد نشان می‌دهد که اولین سامانه هدف گیری کاربردی اپتیکی جهت هدف گیری بر روی سلاح[1] بین سال‌های 1835 تا 1840 انجام شده است. کتاب (Improved American Rifle) سیر پیشرفت سلاح‌های آمریکایی را نقل می‌کند. در این کتاب که توسط جان چپمن نوشته شده است، نقل گردیده که اولین دوربین سلاح موفق در سال 1935 توسط آقای مورگان جیمز ساخته شده است.
همچنین نویسنده طرح‌هایی برای ساخت دوربین سلاح داده است و سلاح‌هایی که براساس آن طرح ساخته شده‌اند بعدها به سیستم نشانه‌روی چاپمن[2] شناخته شده اند. چنانچه در این کتاب نقل گردیده است، در سال 1855 ویلیام مارکول شروع به ساخت سامانه‌های هدف گیری منحصر به فردی کرد. مالکوم در طراحی خود از لنزهای شفافی که در تلسکوپ‌ها استفاده می‌شد بهره برد با این تفاوت که تغییرات کاربردی جدیدی متناسب با شرایط محیطی به کار گرفت. از آنجا که سامانه‌های نجومی مثل تلسکوپ‌ها برای مشاهده فواصل بسیار دور مناسب بودند، به منظور استفاده در دوربین سلاح می‌بایست تغییراتی در آن اعمال می‌شد.
اولین سیستم‌هایی که به وسیله‌ی مالکوم و آقای ال.ای. آمیدون ساخته شدند در طول جنگ‌های داخلی آمریکا به عنوان سیستم‌های استاندارد درآن زمان به کار گرفته می‌شدند. شکل 1، نمونه دوربین‌های رایج در سال 1850 را نشان می‌دهد.
نسل اول دوربین‌های سلاح فاقد اریکتور و گردونه‌های تنظیم سمت و ارتفاع (تورت) بودند. بعدها در سال‌های 1930 نخستین دوربین‌های دارای اریکتور و بدنه خارجی ساخته و به کار گرفته شدند. همچنین در جریان جنگ‌های جهانی اول و دوم، دوربین‌های سلاح پیشرفته‌تر دارای اریکتور توسط طرفین جنگ ساخته و به کار گرفته شد.
تا پیش از اختراع دوربین دارای سیستم اریکتور و بدنه خارجی، دوربین‌های سلاح طول بسیار بلند و قطر کمی داشته اند. دوربین‌های اولیه فاقد اریکتور از طریق رینگ اتصال دوربین به پایه، تنظیم و هم محور می‌شدند. بعدها با اختراع سیستم دوربین‌های دارای اریکتور و بدنه خارجی بود که گردونه‌های تنظیم (تورتها) بر روی بدنه خارجی دوربین قرار گرفتند. اریکتور در واقع استوانه‌ای در زیر بدنه خارجی دوربین است که لنزهای دوربین به جز لنز شیئی (جلویی) و لنز چشمی (عقبی) درون آن واقع شده‌اند و هنگام اعمال بزرگنمایی یا تنظیم دوربین سلاح، موقعیت اریکتور و لنزهای داخل آن درون بدنه دوربین و در زیر بدنه خارجی تغییر می‌کند. از این رو دوربین‌های امروزی که همگی دارای اریکتور می‌باشند برخلاف دوربین‌های نسل اولی و قدیمی دارای بدنه دولایه و پوسته خارجی مجزا می‌باشند.
از اولین نمونه دوربین‌های ساخته شده با سیستم مشابه دوربین‌های امروزی، یعنی با طول نسبتاً کوتاهتر و اریکتور پوشیده، مدلZF41 ساخت شرکت کارل زایس آلمان بود که در طی جنگ جهان دوم برای سلاح موزر 98 مورد استفاده قرار گرفت. اما مدل اولیه ZF41 به دلیل دامنه دید کم و بزرگنمایی تنها 5/1 برابر، چندان مقبول واقع نگردید. پس از آن مدل ZF41+ با بزرگنمایی 5/2 برابر تولید شد که بسیار شبیه به مدل ZF41 بود، اما همچنان یکی از نقص‌های این دوربین، فاصله زیاد از چشم تیرانداز و وسعت دید کم این دوربین بود.
محل نصب دوربین برخلاف مدل‌های امروزی در محل روزنه دید و سیستم نشانه‌روی مکانیکی تفنگ قرار داشت و در آن برجک (تورت-کوب- گردونه) برای تنظیم و تصحیح دوربین مشاهده نمی‌شود. تنها تنظیم افت گلوله از طریق پایه و رینگ گردان که در وسط دوربین قرار دارد، امکان پذیر بوده است. اما کمی بعد متخصصین آلمانی به طراحی و ساخت مدل انقلابی دوربین سلاح یعنی دوربین زایس مدل ZF42 با بزرگ‌نمایی 5 برابر و شفافیت تصویر بسیار بالاتر در مقایسه با دوربین‌های رایج آن زمان پرداختند. نکات حائز اهمیت و مبتکرانه در طراحی این دوربین استفاده از لنز شیئی با قطر بیشتر بود که با ورود نور بیشتر به داخل دوربین، شفافیت تصویر و وضوح آن به خصوص در نور کمتر تضمین می‌شد. شاید این امر به نظر تغییری ساده بیاید اما نیاز به باز طراحی ساختار و محاسبات اپتیکی عبور نور و ساخت عدسی‌های جدید و بی‌سابقه تا پیش از آن بود.
مورد دیگر به کار رفتن سیستم تنظیم با استفاده از دوگردونه (تورت-کوب) و تنظیم ارتفاع (افت) دوربین سلاح بود. تا پیش از آن دوربین‌ها همیشه از طریق پایه یا محل اتصال به تفنگ با خط آتش (مسیر پیمایش گلوله) هم محور می‌شدند. در آن زمان چنین قابلیت‌هایی بسیار کم سابقه و مهم طلقی می‌گردید.
نکته سوم و نوآورانه در ساخت این مدل، آرایش و طراحی عدسی‌های چشمی (عقبی) پیشرفته نظیر دوربین‌های امروزی بود که برای دوربین با طول کم که نزدیک چشم نصب می‌شد، طراحی شده بود و همچون دوربین‌های امروزی قابلیت تنظیم فاصله کانونی و فست پارالکس یک تصویر با توجه به چشم تیرانداز را دارا بود.
مدل ZF42تنها دارای گردونه (تورت-کوب) تصحیح افت گلوله بود که به نوعی اولین مدل دوربین سلاح تاکتیکال می‌تواند نام بگیرد. دوربین‌های تاکتیکال به دوربین‌هایی گفته می‌شود که دسترسی سریع به گردونه‌ها (تورت-کوب) جهت تصحیح تنظیم دوربین سلاح میسر باشد. این دوربین مجهز به سیستم قفل صفر دوربین (زیرولاک) بود. آلمان‌ها با بررسی و محاسبه دقیق مسیر پیمایش و افت (تراژکتوری) پرتابه 92/7 میلیمتری سلاح موزر 98 (در ایران معروف به برنو)، گردونه تنظیم افت دوربین را طوری طراحی کرده بودند که با چرخاندن گردونه و قرار دادن بر روی اعداد بیانگر مسافت که از 200 الی 1000متری را نشان می‌داد، سلاح دقیقاً در مسافت مورد نظر تنظیم و افت گلوله محاسبه می‌گردید.
ZF42چنان کامل و کاربردی بود که تغییرات کمی پیدا کرد و تنها در به روز رسانی‌های بعدی، اندازه عدسی شیئی تا قطر50 میلی‌متر و بزرگنمایی تا 8 برابر در مدل ZF42+ افزایش یافت. مدل ZF42 تا پایان جنگ دوم جهانی مورد استفاده قرار گرفت. بی‌شک بخش بسیار زیادی از موفقیت تک تیراندازان ارتش آلمان مدیون استفاده از سلاح عالی و دقیق موزر 98 (برنو) مجهز به دوربین پیشرفته ZF42 بود که برای متفقین بدل به کابوس گردیده و تلفات بسیاری از آنان گرفت. در میان این آمار خیره کننده، رکورد شلیک موفق تک تیرانداز آلمانی به یک نظامی روس در فاصله 1500متری نیز به ثبت رسیده است.
(اطلاعات بیشتر در فصل 10 کتاب قسمت تاریخچه شرکت زایس)
همزمان در جنگ جهانی دوم، روس‌ها از نوعی دوربین بر روی سلاح موسین ناگانت استفاده می‌کردند که دارای اریکتور و گردونه تنظیم سمت و افت نیز بود. در فیلم "دشمن پشت دروازه‌ها[3] " تقابل تک تیرانداز آلمانی با سلاح موزر 98 و دوربین پیشرفته زایس مدل ZF42+ با واسیلی زایت سف، تک تیرانداز نخبه ارتش روسیه با دوربین ساده بر روی سلاح موسین ناگانت نمایش داده شده است. در سکانس پایانی فیلم واسیلی زایتسف، تک تیرانداز روس پس از کشتن تک تیرانداز آلمانی اسلحه موزر 98 مجهز به دوربین ZF42+ را به غنیمت گرفته و بر سلاح موسین ناگانت خود ترجیح می‌دهد.
شکل 1- 5- سلاح موسین ناگانت مجهز به دوربین در دست تک تیرانداز ارتش روسیه در سال 1944
در دو تصویر زیر برگرفته از فیلم (دشمن پشت دروازه‌ها)، به خوبی تفاوت سطح تکنولوژی در دوربین‌های ZF42 ساخت آلمان‌ها و دوربین ساده مورد استفاده از تک تیراندازان روس مشخص است. در فصل دوم به تفصیل درباره مزیت‌های قطر لنز شیئی دوربین صحبت خواهد شد.
در جریان جنگ جهانی دوم تک تیراندازان ارتش ایالات متحده از دو سلاح‌ای فور 1903 مجهز به دوربین با بزرگنمایی 75/2 برابر و سلاح ام یک استرینگ فیلد مجهز به دوربین (aneralusmc) با بزرگنمایی 8 برابر بهره می‌بردند.
نقطه اوج پیشرفت و تکامل دوربین‌های سلاح، دوربین‌های سلاح هوشمند هستند که با ترکیب و بهره‌مندی از سیستم مسافت یاب لیزری (رنج فایندر) و پردازنده محاسبه گر بالستیک و نیز قابلیت برنامه‌ریزی برای انواع کالیبر و سلاح، کار را برای تیراندازان بسیار ساده کرده است. در ادامه کتاب به معرفی اجمالی قابلیت‌ها و معرفی چند مدل از آن‌ها پرداخته شده است

## دوربین‌های مشهور
1. بوشنل
2. نایت فورس
3. زایس
4. لئوپولد
5. زواروسکی
6. بوریس